# Juan de la Madriz
Juan de la Madriz y Gedler (24 de noviembre de 1764 - 22 de enero de 1839) fue un teniente del escuadrón de caballería de Caracas. Hijo de María Teresa Gedler Gedler y Francisco Antonio de la Madriz y Muños, nieto de María Josefa de Bolívar y Martínez de Villegas, hermana de Juan de Bolívar, abuelo del Libertador.
Casado con María de la Concepción Jerez Aristeguieta y Gedler Bolívar, el 17 de noviembre de 1795 en Maiquetía, se registró en Catedral*, quien es hija de José Ignacio Jerez de Aristeguieta y Aguado de Páramo, quien era bisnieto de María Josefa de Bolívar Martínez de Villegas, hermana de  Juan de Bolívar y Martínez de Villegas abuelo del Libertador y María Teresa Gedler de Bolívar tía paterna del Libertador.*
Como familiar de Simón José Antonio de la Santísima Trinidad Bolívar y Ponte Palacios y Blanco, mejor conocido como Simón Bolívar, en 1806 compra la casa natal del Libertador, casa de san Jacinto, la casa está ubicada entre las esquinas de San Jacinto a Traposos en la Parroquia Catedral de Caracas, Puesta en venta después de la muerte de su madre María de la Concepción Palacios y Blanco en 1792. de la Madriz se mudó el 13 de septiembre de 1814 a su nueva casa. Pidió se le diese el patronato de la capilla de la Santísima Trinidad en la Catedral para continuar con las obligaciones anexas a este cargo y le fue conferido por la Real Audiencia, poniéndole en posesión de las casas de La Guaira adscritas al santo Ministerio.*
Juan de la Madriz fue gobernador de la provincia de Caracas el año 1.835, durante el gobierno del doctor José María Vargas. Muere en el año 1839 el 22 de enero.* Simón Bolívar regularmente visitaba a su pariente y en ocasiones se hospedaba en su casa. En el año de 1827 Simón Bolívar pisa por última vez su antigua casa al ser invitado una vez más por de la Madriz a una cena.* La vajilla que se usaba en esa casa, como en particular la que se usó en esa cena, era la vajilla de la familia de la Madriz, que ostentaba las iniciales en todas sus piezas, actualmente esta vajilla donde comió el Libertador, como el retrato al oleó de Juan de la Madriz, obra de Juan Lovera, se encuentra en posesión de los herederos. La casa se mantendría en posesión de los de la Madriz hasta 1876, cuando el entonces presidente de la República Antonio Guzmán Blanco, admirador de Simón Bolívar compra la casa.